# Bobsleigh nos Jogos Olímpicos de Inverno de 2006 - Duplas femininas
A competição de duplas femininas de bobsleigh nos Jogos Olímpicos de Inverno de 2006 foi disputado no dia 21 de fevereiro.

## Medalhistas
| Ouro   | GER Sandra Kiriasis e Anja Schneiderheinze |
| Prata  | USA Shauna Rohbock e Valerie Fleming       |
| Bronze | ITA Gerda Weissensteiner e Jennifer Isacco |

## Resultados
| Pos | Equipe                | Total   | Total  | Nº | 1ª corrida | 1ª corrida | 2ª corrida | 2ª corrida | 3ª corrida | 3ª corrida | 4ª corrida | 4ª corrida | Piloto                | 2ª atleta            |
| Pos | Equipe                | Tempo   | Dif    | Nº | Tempo      | P          | Tempo      | P          | Tempo      | P          | Tempo      | P          | Piloto                | 2ª atleta            |
| --- | --------------------- | ------- | ------ | -- | ---------- | ---------- | ---------- | ---------- | ---------- | ---------- | ---------- | ---------- | --------------------- | -------------------- |
|     | GER Alemanha I        | 3:49.98 |        | 6  | 57.16s     | 1          | 57.77s     | 7          | 57.34s     | 1          | 57.71s     | 1          | Sandra Kiriasis       | Anja Schneiderheinze |
|     | USA Estados Unidos I  | 3:50.69 | +0.71s | 10 | 57.37s     | 3          | 57.65s     | 2          | 57.78s     | 3          | 57.89s     | 3          | Shauna Rohbock        | Valerie Fleming      |
|     | ITA Itália I          | 3:51.01 | +1.03s | 4  | 57.50s     | 5          | 57.67s     | 3          | 57.71s     | 2          | 58.13s     | 4          | Gerda Weissensteiner  | Jennifer Isacco      |
| 4   | CAN Canadá I          | 3:51.06 | +1.08s | 3  | 57.37s     | 3          | 57.77s     | 7          | 58.09s     | 7          | 57.83s     | 2          | Helen Upperton        | Heather Moyse        |
| 5   | GER Alemanha II       | 3:51.32 | +1.34s | 1  | 57.26s     | 2          | 57.75s     | 6          | 58.04s     | 6          | 58.27s     | 6          | Susi Lisa Erdmann     | Nicole Herschmann    |
| 6   | USA Estados Unidos II | 3:51.78 | +1.80s | 8  | 57.97s     | 10         | 57.67s     | 3          | 57.81s     | 4          | 58.33s     | 7          | Jean Prahm            | Vonetta Flowers      |
| 7   | RUS Rússia I          | 3:51.93 | +1.95s | 9  | 57.64s     | 6          | 57.72s     | 5          | 58.44s     | 11         | 58.13s     | 4          | Victoria Tokovaia     | Nadejda Orlova       |
| 8   | SUI Suíça I           | 3:52.04 | +2.06s | 2  | 57.72s     | 7          | 57.78s     | 10         | 58.00s     | 5          | 58.54s     | 11         | Maya Bamert           | Martina Feusi        |
| 9   | GBR Grã-Bretanha I    | 3:52.16 | +2.18s | 5  | 57.78s     | 8          | 57.49s     | 1          | 58.41s     | 9          | 58.48s     | 10         | Nicola Minichiello    | Jacqui Davies        |
| 10  | SUI Suíça II          | 3:52.86 | +2.88s | 12 | 57.86s     | 9          | 57.92s     | 12         | 58.73s     | 13         | 58.35s     | 8          | Sabina Hafner         | Cora Huber           |
| 11  | NED Países Baixos II  | 3:52.90 | +2.92s | 14 | 58.05s     | 11         | 58.08s     | 13         | 58.42s     | 10         | 58.35s     | 8          | Elinevan Jurg         | Kitty Haperen        |
| 12  | ITA Itália II         | 3:52.96 | +2.98s | 11 | 58.26s     | 12         | 57.77s     | 7          | 58.38s     | 8          | 58.55s     | 12         | Jessica Gillarduzzi   | Fabiana Mollica      |
| 13  | CAN Canadá II         | 3:53.82 | +3.84s | 13 | 58.49s     | 13         | 57.86s     | 11         | 58.65s     | 12         | 58.82s     | 14         | Suzanne Gavine-Hlady  | Jaime Cruickshank    |
| 14  | AUS Austrália I       | 3:55.11 | +5.13s | 16 | 58.53s     | 14         | 58.85s     | 15         | 59.00s     | 14         | 58.73s     | 13         | Astrid Loch-Wilkimson | Kylie Reed           |
| 15  | JPN Japão I           | 3:57.49 | +7.51s | 15 | 59.41s     | 15         | 58.80s     | 14         | 59.51s     | 15         | 59.77s     | 15         | Manami Hino           | Chisato Nagaoka      |
| 16  | NED Países Baixos I   | DNS     |        | 7  |            |            |            |            |            |            |            |            | Ilse Broeders         | Jeannette Pennins    |

Legenda
| Recorde mundial      | Recorde mundial (World record)               |                       | Recorde africano                      | Recorde africano (African) |                                           | Q | Classificado por posição (Qualified) |
| Recorde olímpico     | Recorde olímpico (Olympic record)            | Recorde da América    | Recorde da América (Americas)         | q                          | Classificado por melhor tempo (Qualified) |   |                                      |
| Melhor marca do ano  | Melhor marca do ano (World leading)          | Recorde asiático      | Recorde asiático (Asian)              | DNS                        | Não largou (Did not start)                |   |                                      |
| Recorde nacional     | Recorde nacional (National record)           | Recorde europeu       | Recorde europeu (European)            | DNF                        | Não terminou (Did not finish)             |   |                                      |
| Recorde pessoal      | Recorde pessoal do atleta (Personal best)    | Recorde da Oceania    | Recorde da Oceania (Oceania)          | DSQ / DQ                   | Desclassificado (Disqualified)            |   |                                      |
| Recorde da temporada | Recorde da temporada do atleta (Season best) | Recorde sul-americano | Recorde sul-americano (South America) | NM                         | Sem marca (No mark)                       |   |                                      |